# 吳越文化

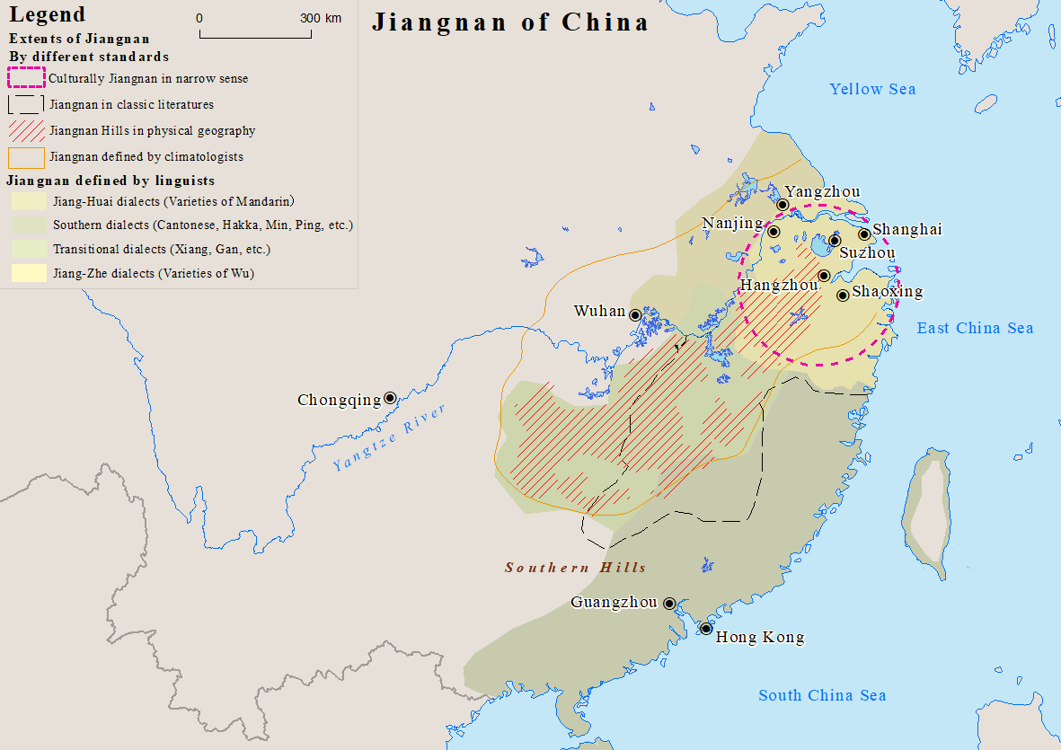
根据不同标准划分的江南范围

吳越文化，又稱吴文化、江浙文化、江南文化，是指江浙地區的地域文化，其範圍大致包括今日的蘇南、江西东北的上饶地区皖南和浙江省及上海市，基本與整個吳語方言區（包括有系属争议的徽语）相吻合。
吴越文化形成于周代，于越部落和勾吴部落本属一族，文化相近，使用同一种语言。由于生产力水平低下，被中原的夏部落视为蛮夷。之后吴越二国先后引入了河洛地区和楚国的先进诸夏文化，相继通过北伐成为春秋时代的霸主，并在互相征服之中融合，构成了吴越文化的雏形。到了晋朝由于五胡乱华，开始受到南渡的门阀贵族影响，成为中国文化中精致典雅的代表。唐代吴越经济超过关中和河洛地区，影响力进一步扩大。同时，原先北方文化在北方地区在战争和多次的少数民族统治中淡化，因此，吴越文化又保留了较多了传统中国文化。例如，吴语比较细软优雅，享有“吴侬软语”的美称；吴越饮食以香甜可口为特征，与以香辣为主的西南、以干咸为主的北方饮食成鲜明的对比；吴越地区辈出文人墨客和科学家，古代状元和现代中国院士中吴越地区人士要占近四成。

## 歷史

### 先秦至漢時期
早在春秋時代已有吳國和越國兩個國家，在此期間互相爭霸。

### 六朝至隋唐時期
自三國時起因有孫權建立的吳國，加上中原不斷戰亂，不少原居於黃河流域者紛紛南下，一直至南北朝仍不止，使江南一帶的人口開始有所增長。南渡者把本來是中原的士族文化帶進江南，使吳越文化開始帶有一種書生的氣息。
當時吳越文化主要是以玄學為主，是西晉亡國之際士人南遷時，由中原帶入江南，為之江左玄學。

### 南宋至明清時期
唐亡以後，中原和江南一帶各自分裂成多個小國。其中南方因為經濟相對穩定，加上此時又有一批北方人口南遷，使江南一帶的經濟、文化開始超越北方。中原士族對温婉、清秀、恬静的追求，漸漸滲入了吴越文化，形成吳越文化獨有的陰柔特質。
明清時代由於經濟重心在江南，吳越文化在全國中佔了最重要位置。這時的吳越文代具有濃厚的書卷氣息，其中在明代，蘇州就出了唐伯虎、文徵明、祝枝山、徐禎卿等四大才子；而流行於清代的考據學正是以江南人為代表。

### 近現代時期
進入近代，江南經濟逐漸集中於上海。由於全國各地人的聚居，加以外來文化影響，文化的多樣性讓吳越文化開始形成以上海為中心。民國時代不少著名文化人物都是在上海活動，例如魯迅。

## 語言
吳語是吴越地區的通用語言。吴语主要通行于苏南和浙江地区，江南一帶的“下江官話”又稱“江淮官話”或“淮语”，其中南京官話在近代仍通行南方多个省份。

## 飲食
浙菜

## 建築
吳越文化在建築方面的特色，可追溯到河姆渡木結構房屋。其榫卯件加工得相當規整，且在房屋上不同的部位用不同的榫卯；出土的木構殘件有數千件之多，大致可分為柱頭與柱腳榫卯、平身柱與梁枋交接榫卯、轉角柱榫卯、欄杆榫卯、帶梢釘的榫卯（用於受拉杆件）與企口板（用於地板）之類，據研究，它們是幹欄式房屋的構件。從遺址判斷，房屋長有23米，進深達7米，可能是氏族的“集體宿舍”。這表明當時的木構技術已經經過相當長時間的發展了。吳地建築除了木結構外還有石室，至今仍有很多散佈在太湖丘陵中。與甯鎮地區湖熟文化的土墩墓不同，太湖地區的土墩墓是石室外加封土，也未發現內有葬具或人骨。這些石室大多在山峰或山脊上，大小不等，大的有16米×2米×5米，小的有4米×0.8米×0.5米；多為下寬上窄的狹長形狀。《吳越春秋》與《越絕書》中記載有勾踐“拘於石室”，他在越國“走犬若耶，休謀石室”，供人居住的石室外加封土，可能是為了冬暖夏涼。關於石室的用途有多種意見，有人認為是墓，有人認為是藏軍洞，也有人提出多元說。
闔閭為了爭霸的需要，聽從伍子胥的建議決定修築一座大城，伍子胥經過“相土嘗水，象天法地”，築成周長為47里的闔閭大城，即後世的蘇州城。還圍以周長為68里的外郭（《越絕書》）。2500年來，蘇州雖幾經破壞與再度繁榮，但城的基本形狀沒變，盤門、閶門等城門的名稱也沿用至今，這份遺產在世界上是罕見的。

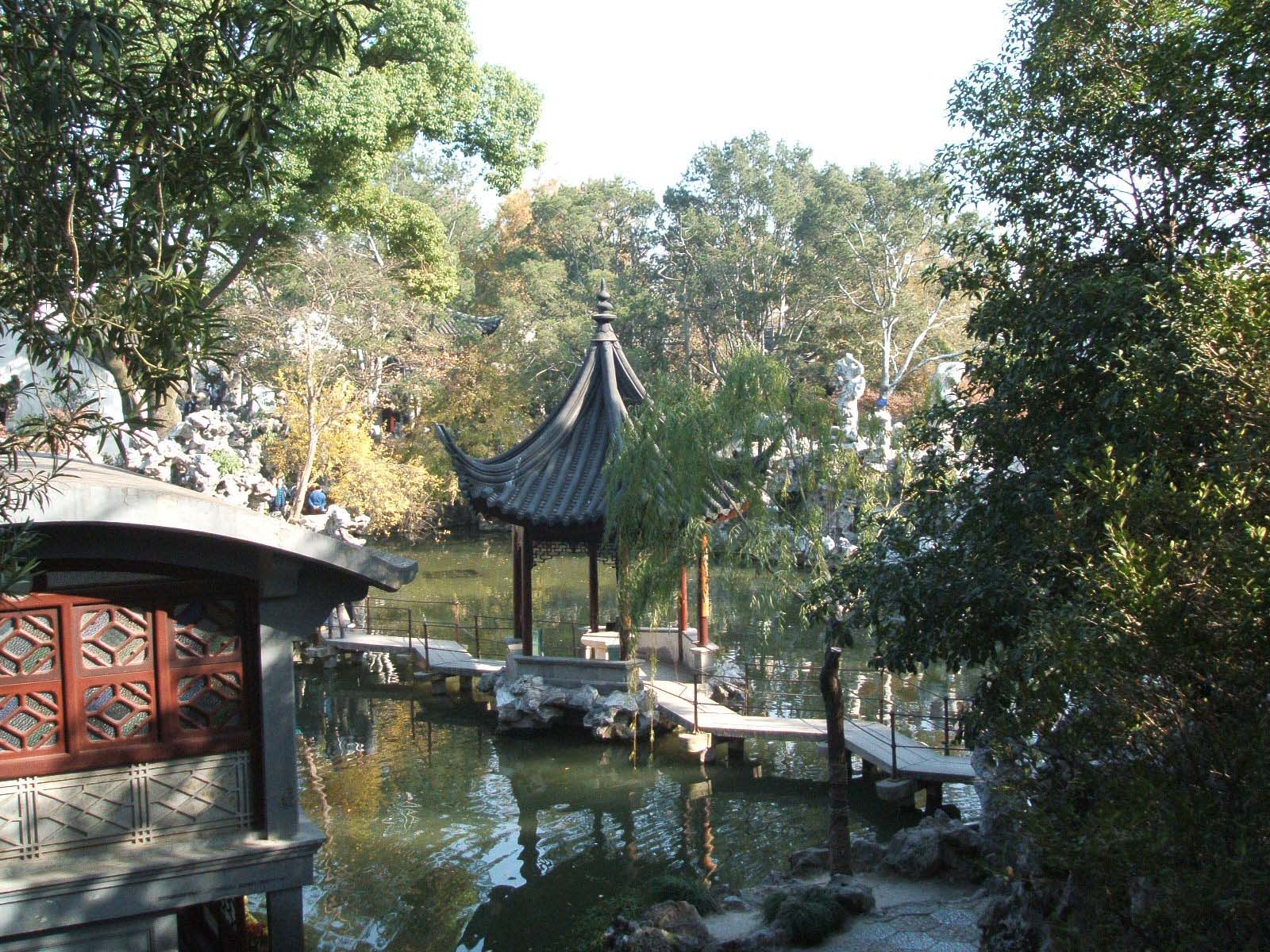
蘇州園林——獅子林

江南園林是以開池築山為主的自然式風景山水園林，興盛于宋明清。以蘇州市、揚州市、南京市、無錫市、常州市、湖州市、上海市、嘉興市、杭州市等城市為主，其中又以蘇州、揚州最具有代表性，而私家園林則以蘇州為最多。 
江南園林通常為私家園林，玄武湖是當代僅存的江南皇家園林。著名江南園林有：
- 蘇州　拙政園　留園　退思园　獅子林　滄浪亭　網師園
- 南京  瞻園 煦園
- 無錫　寄暢園　蠡園
- 杭州　郭莊　汪莊　劉莊
- 湖州　蓮花莊　小蓮莊
- 绍兴　沈园
- 宁波　天一阁
- 常熟　燕園
- 常州　近園　約園

## 科技
吳越地區是中華文明的發祥地之一。春秋時期吳國即以其冶鑄名匠著稱於世；南北朝以後，隨著全國經濟重心南移，吳地成為中國古代科技的重要舞臺，在各個朝代中湧現出像沈括、祖沖之、徐光啟、徐霞客、葉天士、蒯祥這些能在天文、數學、物理、地學、醫藥與建築各門科學技術中代表國家水準的傑出專家。明末清初這裏是西學東漸的主要通道之一，到晚清中西文化再度開展交流時，以王韜、徐壽、華蘅芳、李善蘭、王季烈為代表的吳地學者為各門近代科學在中國的傳播作了重大貢獻。

## 教育
江南素以文化教育繁盛著稱。位於南京秦淮河的夫子廟是紀念孔子的廟宇，夫子廟建築群中的江南貢院在古代為科舉考試的考場，是江南科舉文化的象徵。江南貢院清代出狀元58人，占全國狀元總數的52%。明清兩代，科舉進士的比例當中，江南地區特別是江蘇、浙江以及安徽、江西等地一直佔有領先位置。

## 文化名人
- 吴中四才子：唐伯虎，文征明，祝枝山，徐祯卿
- 黄宗羲（1610-1695）：字太冲，号南雷，学者称梨洲先生。
- 王守仁（1472-1528）：字伯安，号阳明，是明代著名的哲学家和教育家。
- 严光（公元前37-？）：字子陵。
- 朱之瑜（1602-1682）：号舜水，明末清初的著名学者。
- 孙武：春秋吴国军事思想家。
- 陆逊：三国时期吴国军事家。
- 陆机：西晋文学家。
- 沈约：南朝文学家。
- 张旭：唐代书法家。
- 张籍：唐代诗人。
- 贺知章：唐代诗人。
- 范仲淹：北宋政治家。
- 范成大：南宋诗人。
- 蒯祥：明代杰出的建筑大师。
- 沈周：明代吴门画派创始人。
- 文徵明：明代杰出画家。
- 顾炎武：明末清初思想家、史学家。
- 唐寅：画家、文学家。
- 祝允明：明代文学家，书法家。
- 徐祯卿：明代文学家。
- 柳亚子：中国近代诗人
- 陆游：诗人。
- 徐渭：文学家、书画家、军事家。
- 余秋雨：文学家。
- 章太炎：著名学者。
- 王国维：著名学者。
- 朱宣咸：美术家，浙江台州人。
- 徐志摩（1897～1931）：现代诗人、散文家。名章垿，笔名南湖、云中鹤等。浙江海宁人。
- 瞿秋白：文学家，中共早期领导人。
- 鲁迅：文学家。
- 钱锺书：文学家。
- 钱穆（1895-1990）：江苏无锡人，字宾四，著名历史学家。
- 李政道：物理学家。1957年诺贝尔物理学奖获得者。
- 屠呦呦：药学家。2015年诺贝尔生理学或医学奖获得者。